# Kuroshio (Schiff)
Die Kuroshio (jap. 黒潮, dt. Schwarze Strömung oder Japanstrom) war ein Zerstörer der Kagerō-Klasse der Kaiserlich Japanischen Marine, der im Zweiten Weltkrieg zum Einsatz kam.

## Geschichte
Das Schiff wurde am 31. August 1937 auf Kiel gelegt und lief am 25. Oktober 1938 vom Stapel. Die Indienststellung fand am 27. Januar 1940 statt. Unter ihrem Kommandanten Ugaki Tamaki  wurde sie der 2. Zerstörerschwadron (Desron 2), 15. Zerstörerdivision der zweiten japanischen Flotte zugewiesen.

### Frühe Einsätze im Zweiten Weltkrieg
Kurz nach der Indienststellung nahm der Zerstörer an den 16. jährlichen Manövern der japanischen kombinierten Flotte teil. Bei ihrer Rückkehr kollidierte sie am Abend des 23. Juni 1941 mit den Zerstörern Natsushio und Minegumo im Bungo-Kanal, was zu einem Monat Reparaturaufenthalt auf der Marinewerft in Kure führte.
Mit Desron 2 operierte die Kuroshio zwischen dem 26. November und dem 1. Dezember 1941 zwischen der Terashima-Straße und Palau.
Vom 6. bis 8. Dezember 1941, also zur Zeit des japanischen Angriffes auf Pearl Harbor, verließ die Kuroshio als Begleitschiff für den Flugzeugträger Ryūjō mit der Angriffsgruppe für die Invasion auf den südlichen Philippinen Palau. Am 10. und 11. Dezember begleitete das Schiff den Minenleger Itsukushima für eine Minenoperation in der San-Bernardino-Straße. Am 12. Dezember schloss sich die Kuroshio der Invasionstruppe in Legazpi an und wurde am 20. Dezember Invasionstruppe für Davao zugeteilt. Am 23. Dezember nahm das Schiff bei einem Angriff von B-17 Bombern der USAAF geringfügig Schaden. Am 25. Dezember war die Kuroshio Teil der Invasionstruppe für Jolo.

### Besetzung Niederländisch-Ostindiens
Anschließend nahm das Schiff an der Besetzung von Niederländisch-Indien teil, so am 11. Januar 1942 für Manado, am 14. Januar für Kendari, am 31. Januar für Ambon und am 8. Februar für Makassar. Am gleichen Tag half das Schiff bei der Bergung Überlebender von der torpedierten Natsushio. Am 26. Februar verließ das Schiff als Teil einer die Versorgungsgruppe Timor, um die Operationen südlich von Java zu unterstützen.
Am 5. März war sie mit dem Zerstörer Oyashio an der Versenkung eines Minenlegers der Royal Navy beteiligt und reiste anschließend in die Staring Bucht auf Sulawesi. Vom 15. bis 22. März kehrte sie mit dem Flugzeugträger Kaga von dort nach Sasebo zurück.

### Midway und Salomonen
Am 17. und 28. April verließ der Zerstörer Kure, um die Doolittle Task Force zu verfolgen, und reiste dann über Formosa nach Panay. Vom 1. bis zum 9. Mai unterstützte das Schiff bei der Besetzung der Cagayan-Inseln bei Palawan und ging dann nach Manila, um von dort vom 10. bis zum 17. Mai den beschädigten Flugzeugträger Shōkaku nach Kure zu eskortieren.
Während der Schlacht um Midway vom 4. bis zum 6. Juni war die Kuroshio Teil des später zurückbeorderten Truppengeleitzugs zur Eroberung Midways unter Admiral Nobutake Kondō. Mitte Juni wurde sie als Geleit für japanische Kreuzer nach Mergui eingesetzt, um japanische Offensivaktionen im Indischen Ozean zu unterstützen. Die Operation wurde allerdings wegen der amerikanischen Landung auf Guadalcanal abgesagt und das Schiff reiste als Eskorte für die Kreuzer Kumano und Suzuya nach Balikpapan und von dort zu den Salomonen.
Während der Schlacht bei den Ost-Salomonen am 24. August war Kuroshio Teil der Angriffsgruppe von Admiral Kondo, war aber nicht an den Kampfhandlungen beteiligt.
Während des größten Teils des Septembers führte sie Patrouillendienste zwischen den Truk-Inseln und Guadalcanal durch.

### Guadalcanal
Ab Oktober 1942 wurde die Kuroshio im Rahmen des sog. „Tokyo Express“ als Sicherungsschiff für nächtliche Hochgeschwindigkeitstransporte von Truppen und Nachschub vom südlichen Bougainville und den Shortland-Inseln zum Kap Esperance auf Guadalcanal eingesetzt und nahm am 26. Oktober unter Admiral Takeo Kurita als Geleitschiff für den Flugzeugträger Jun’yō an der Schlacht bei den Santa-Cruz-Inseln teil. Während der Schlacht bei Tassafaronga am 30. November 1942 verursachte die Kuroshio mittels Torpedo angeblich schwere Schäden auf dem alliierten Kreuzer Pensacola.
Im Dezember und Januar nahm das Schiff an weiteren „Tokio Express“ Transporten teil und diente am 1. und am 4. Februar als Geleit bei der Evakuierung von Truppen aus dem Gebiet von Kap Esperance. An diesem Tag wurde das Schiff erneut Ziel eines Luftangriffs, wurde aber wiederum nur leicht beschädigt. Am 7. Februar sicherte die  Kuroshio erneut die Truppenevakuierung von Guadalcanal und kehrte anschließend nach Shortland zurück. Vom 10. bis 15. Februar ging das Schiff von dort aus über Rabaul zurück nach Truk.
Vom 16. bis 21. Februar geleitete sie die Jun’yō von Truk nach Kure und ging dort selbst für Reparaturen ins Dock. Anschließend, vom 4. bis 10. April, eskortierte der Zerstörer die Chūyō und die Taiyō von Japan nach Truk.
Ende April war das Schiff erneut von Truk über Rabaul zu den Shortland-Inseln gereist, um Truppentransporte nach Kolombangara durchzuführen.

## Verlust des Schiffes
In der Nacht vom 7. auf den 8. Mai 1943 stieß sie bei einem solchen Truppentransport beim Verlassen von Vila auf Kolombangara auf eine Mine. Die resultierende Explosion versenkte das Schiff bei 08° 08' S 156° 55' O. 83 Besatzungsmitglieder starben bei dem Untergang.
Am 10. August 1944 erfolgte die Streichung des Schiffes aus dem Marineregister.